# أشوك كومار (سياسي)
أشوك كومار (بالهندية: अशोक कुमार)‏ (بالإنجليزية: Ashok Kumar)‏ هو سياسي هندي، ولد في 27 أكتوبر 1954 في باتنا في الهند. حزبياً، نشط في المؤتمر الوطني الهندي. وقد انتخب Member of the Legislative Assembly (India) ‏ وانتخب Member of the Bihar Legislative Assembly ‏ وانتخب Legislative Party ‏.